# Fum jezik
Fum jezik (ISO 639-3: fum), jezik nigersko-kongoanske porodice uže skupine wide grassfields, kojim govori nepoznat broj osoba u nigerijskoj državi Taraba, uz kamerunsku granicu.
Smatra se da bi mogao biti isti kao i Mfumte [nfu].

## Vanjske poveznice
- Ethnologue  (14th)
- Ethnologue  (15th)